# یابوروترا
یابوروترا (به لاتین: Iaborotra) یک منطقهٔ مسکونی در ماداگاسکار است که در بتروکا واقع شده‌است. یابوروترا ۴٬۰۰۰ نفر جمعیت دارد و ۶۲۵ متر بالاتر از سطح دریا واقع شده‌است.